# قضية مقتل بيشوب (فلم)
قضية مقتل بيشوب (بالإنجليزية: The Bishop Murder Case) هو فيلم غموض أميركي انتج عام 1930 من إخراج ديفيد بيرتون، وبطولة ليلى هيامز، رولاند يونغ، جورج ماريون، باسل راثبون وتدور احداثه حول التحقيق في مقتل بيشوب.

## روابط خارجية
- مقالات تستعمل روابط فنية بلا صلة مع ويكي بيانات